# Erik Nylén (dalmålare)
Erik Nylén, född 1881 i Orsa, Kopparbergs län, död 3 maj 1955 i Orsa, var en svensk dalmålare och målare.
Nylén var sonson till frikyrkomannen Näs Per Persson i Slättberg. Han fick sin grundläggande konstnärliga handledning av Anders Zorn och fortsatte därefter sin yrkesutbildning i hantverksmåleri i Stockholm. Efter studierna var han vid sidan av sitt arbete som målarmästare verksam som dalmålare med allmogemålning av dalaskåp som specialitet. 